# Wybrzeże Kości Słoniowej na Mistrzostwach Świata w Lekkoatletyce 2017
Wybrzeże Kości Słoniowej na Mistrzostwach Świata w Lekkoatletyce 2017 – reprezentacja Wybrzeża Kości Słoniowej podczas mistrzostw świata w Londynie liczyła 4 zawodników, którzy zdobyli dwa srebrne medale.

## Zdobyte medale
| Medal  | Zawodnik           | Konkurencja        | Rezultat | Data        |
| ------ | ------------------ | ------------------ | -------- | ----------- |
| srebro | Marie Josée Ta Lou | Bieg na 100 metrów | 10,86    | 6 sierpnia  |
| srebro | Marie Josée Ta Lou | Bieg na 200 metrów | 22,08    | 11 sierpnia |

## Skład reprezentacji
Mężczyźni
| Zawodnik          | Konkurencja        | Eliminacje | Eliminacje | Półfinał | Półfinał | Finał | Finał   |
| Zawodnik          | Konkurencja        | Wynik      | Pozycja    | Wynik    | Pozycja  | Wynik | Pozycja |
| ----------------- | ------------------ | ---------- | ---------- | -------- | -------- | ----- | ------- |
| Ben-Youssef Meïté | Bieg na 100 metrów | 10,02      | 3. Q       | 10,12    | 10.      | NQ    | NQ      |
| Wilfried Koffi    | Bieg na 200 metrów | 20,49      | 17. q      | 20,80    | 23.      | NQ    | NQ      |

Kobiety
| Zawodniczka        | Konkurencja        | Eliminacje | Eliminacje | Półfinał | Półfinał | Finał | Finał   |
| Zawodniczka        | Konkurencja        | Wynik      | Pozycja    | Wynik    | Pozycja  | Wynik | Pozycja |
| ------------------ | ------------------ | ---------- | ---------- | -------- | -------- | ----- | ------- |
| Murielle Ahouré    | Bieg na 100 metrów | 11,04      | 3.Q        | 10,99    | 6.Q      | 10,98 | 4.      |
| Marie Josée Ta Lou | Bieg na 100 metrów | 11,00      | 2. Q       | 10,87    | 2. Q     | 10,86 | srebro  |
| Marie Josée Ta Lou | Bieg na 200 metrów | 22.70      | 3. Q       | 22,50    | 3.Q      | 22,08 | srebro  |